# Dendrobium quadriquetrum
Dendrobium quadriquetrum är en orkidéart som beskrevs av Johannes Jacobus Smith. Dendrobium quadriquetrum ingår i släktet Dendrobium, och familjen orkidéer. Inga underarter finns listade i Catalogue of Life.